# Lee-Enfield
Súng trường Lee-Enfield là một loại súng trường không tự động, lên đạn từng viên được dùng rộng rãi bởi quân đội Anh trong thế chiến thứ nhất và thế chiến thứ hai. Tên biến thể của khẩu súng trường này được nhiều người biết là SMLE viết tắt của từ Short Magazine Lee Enfield, tạm dịch sang tiếng Việt là Lee Enfield ngắn có gắn băng đạn. Đây là một vũ khí chính của quân đội Anh hơn nửa đầu thế kỷ 20, nó dùng loại đạn .303 British, loại đạn thông dụng của quân sự nước Anh từ những năm 1895 đến năm 1957, khi súng trường L1A1 được đưa vào biên chế thay thế.
Tên Lee-Enfield của súng này được đặt theo tên người đàn ông tạo ra nó và nhà máy sản xuất vũ khí của Anh, từ Lee được lấy trong tên James Paris Lee, còn Enfield là lấy từ tên nhà máy sản xuất vũ khí Enfield. Nhưng ở bên Úc, Canada, Nam Phi và New Zealand gọi nó là 303, còn Trung Quốc gọi nó là súng trường Anh Quốc hoặc súng trường 7.7mm. Súng trường Lee-Enfield được thiết kế dựa theo 3 khẩu súng trường sơ khai trước kia là Martini-Henry, Martini-Enfield, và Lee-Metford.

## Lịch sử thiết kế
Súng trường Lee-Enfield có nguồn gốc từ Lee-Metford trước đó. Lee-Metford là loại súng trường khá hiệu quả, sử dụng đạn.303 British điểm hỏa ở viền - loại đạn quân đội Anh sử dụng suốt hàng thập kỷ.

## Magazine Lee-Enfield
Sử dụng hộp đạn liền 10 viên

## Súng trường Mẫu 5 (Súng carbine rừng rậm)
Được cải tiến từ Súng trường Mẫu 4, Súng trường Mẫu 5 hay còn gọi là Jungle Carbine là một phiên bản ngắn hơn, gọn nhẹ hơn để dành cho lực lượng không quân của châu Âu. Bắt đầu phát triển vào năm 1944, phiên bản này ít được sử dụng trong Chiến tranh thế giới thứ hai mà chuyển sang mục đích phi quân sự.

## Những phiên bản khác
- Magazine Lee–Enfield (MLE), .303, introduced 1895.[6]
- Lee–Enfield Cavalry Carbine Mk I (LEC), .303, introduced 1896.[7]
- Magazine Lee–Enfield Mk I*, .303, introduced 1899.[8]
- Lee–Enfield Cavalry Carbine Mk I*, .303, introduced 1899.[7]
- New Zealand Carbine, .303
- Royal Irish Constabulary Carbine, .303
- Short Magazine Lee–Enfield Mk I (SMLE), .303, introduced 1904.
- Short Magazine Lee–Enfield Mk II, .303, introduced 1906.
- Charger Loading Lee–Enfield (CLLE), .303, introduced 1906.
- No. 1 Short Magazine Lee–Enfield Mk III, .303, introduced 1907.
- No. 1 Short Magazine Lee–Enfield Mk III*, .303, introduced 1915.
- No. 1 Short Magazine Lee–Enfield Mk III* (HT), .303, "Heavy Barrel, Telescopic Sight" Australian sniper rifle.
- No. 1 Short Magazine Lee–Enfield Mk V, .303, introduced 1922.
- No. 1 Short Magazine Lee–Enfield Mk VI, .303, introduced 1930.
- No. 2, .22, converted from.303 SMLE Mk III and Mk III*.
- No. 2 Mk IV, .22
- No. 2 Mk IV*, .22
- No. 4 Mk I, .303, introduced 1931.
- No. 4 Mk I (T), .303, sniper rifle converted from No. 4 Mk I, introduced 1941.
- No. 4 Mk I*, .303, introduced 1941.
- No. 4 Mk I* (T), .303, Sniper rifle converted from No. 4 Mk I*, introduced 1941.
- No. 4 Mk 2, .303, introduced 1949.
- No. 4 Mk I/2, .303, converted from No. 4 Mk I to No. 4 Mk 2 standard.
- No. 4 Mk I/3, .303, converted from No. 4 Mk I* to No. 4 Mk 2 standard.
- No. 5 Mk I, Jungle Carbine, .303, introduced 1944.
- No. 6 Mk I, .303, Australian experimental version of the No. 5 Mk I.
- No. 7, .22
- No. 8 Mk I, .22
- No. 9, .22
- RCAF Survival rifle
- L8A1, 7.62mm, converted from No. 4 Mk 2
- L8A2, 7.62mm, converted from No. 4 Mk I/3
- L8A3, 7.62mm, converted from No. 4 Mk I/3
- L8A4, 7.62mm, converted from No. 4 Mk I
- L8A5, 7.62mm, converted from No. 4 Mk I*
- L39A1, 7.62mm
- L42A1, 7.62mm
- L59A1, Drill Rifle, converted from No. 4.
- E.A.L. Rifle, built by Essential Agencies Limited (E.A.L.)
- BA 93, a rifle grenade launcher made from surplus Lee–Enfield parts, which consist of stocks and receiver with a rifle grenade launcher in the chamber and a sheet metal buttstock while attaching a G3-type pistol grip.[9]

## Các quốc gia sử dụng
- Vương quốc Liên hiệp Anh và Bắc Ireland
- Úc
- New Zealand
- Quần đảo Cook
- Hồng Kông
- Ai Cập
- Taliban
- Sudan
- Nam Sudan
- Libya
- Afghanistan
- Áo : Được dùng sau chiến tranh bởi Gendarmerie (Hiến binh Áo)
- Liên Xô
- Trung Quốc
- Đức Quốc xã : Tịch thu từ quân đội Anh những khẩu No.1 MK III* và được cũng cấp cho lực lượng dân quân Volkssturm trong Thế chiến II, được gọi là Gewehr 281(e)
- Scotland
- Ireland
- Brunei
- Pháp
- Cộng hòa Dân chủ Nhân dân Triều Tiên : Tịch thu trong tay lính Đồng Minh trong Chiến tranh Triều Tiên
- Đế quốc Nhật Bản : Tịch thu được từ trong tay quân đội Anh lẫn phía quân đội Úc và quân đội Hồng Kông lẫn phía quân đội Miến Điện trên Mặt trận Miến Điện (1944–1945) và dùng trong Thế Chiến II
- Thái Lan : Nhận 10 000 khẩu vào năm 1920
- Campuchia
- Lào
- Canada
- Bangladesh
- Vương quốc Hy Lạp: Sử dụng trong Nội chiến Hy Lạp
- Hy Lạp
- Fiji
- Ấn Độ
- Myanmar
- Sri Lanka
- Mauritius
- Indonesia
- Singapore
- Iraq
- Ai Cập
- Israel
- Jordan
- Jamaica
- Luxembourg
- Malaysia
- Hà Lan
- Bỉ
- Na Uy
- Nepal
- Quần đảo Solomon
- Pakistan
- Uganda
- Thổ Nhĩ Kỳ : Tịch thu từ quân đội Anh trong Thế chiến I bởi Đế quốc Ottoman và được sửa đổi để dùng đạn 7,92×57mm Mauser
- Singapore
- Bồ Đào Nha
- Liên hiệp Nam Phi: Được viện trợ từ Vương quốc Liên hiệp Anh và Bắc Ireland
- Tây Nam Phi: Được viện trợ từ Vương quốc Liên hiệp Anh và Bắc Ireland
- Nam Phi
- Namibia
- Đế quốc Nga
- Nga
- Cuba
- Liên Xô
- Việt Nam Dân chủ Cộng hòa
- Cộng hòa Miền Nam Việt Nam
- Việt Nam

## Khủng bố phiến quân sử dụng
- Al-Qaeda